# Schistophragma mexicanum
Schistophragma mexicanum là một loài thực vật có hoa trong họ Mã đề. Loài này được Benth. ex D. Dietr. miêu tả khoa học đầu tiên năm 1843.